# دانشگاه اچ‌کی‌بی‌پی نومنسن
دانشگاه اچ‌کی‌بی‌پی نومنسن (به لاتین: HKBP Nommensen University) یک دانشگاه در اندونزی است که در مدان واقع شده‌است.